# 拉機柄

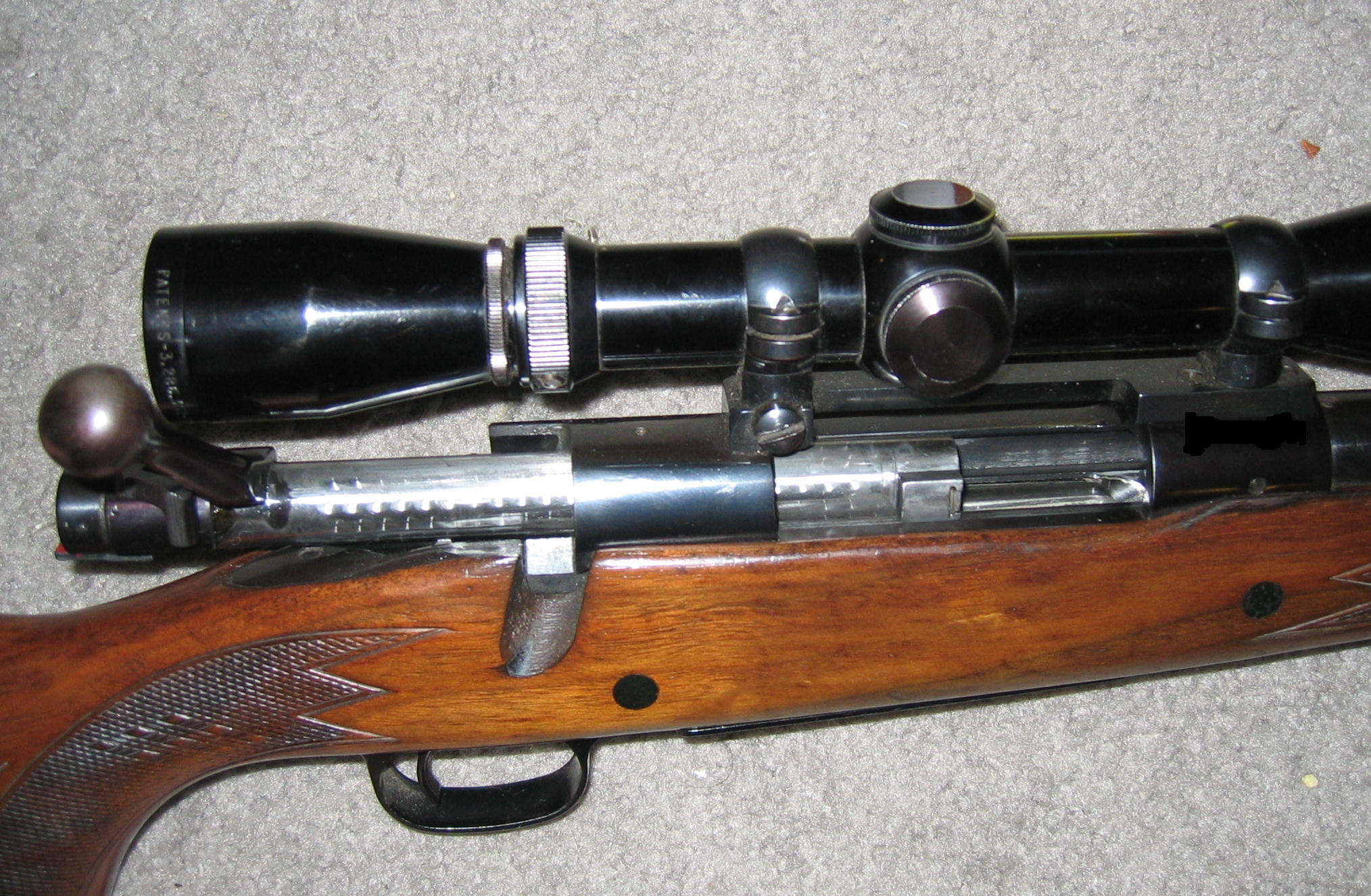
栓動式步槍上的拉機柄

拉機柄（Cocking Handle或Charging Handle），又稱：槍機拉柄、槍栓拉柄、上膛桿，是一種槍械部件，它的主要作用是要讓射手把槍栓拉向後方。當拉機柄被操作時，它會帶動槍栓座及槍栓把供彈具內的子彈推進膛室內，並會同時把擊鎚或擊鐵扳起，以令槍械處於待發狀態。
許多没有彈倉或外部供彈具的槍械並不具備拉機柄（單發的栓式步槍例外），因為它們通常都是膛裝式設計而且没有槍栓，其彈藥是由人手裝填在膛室內，在發射後亦需射手親自把彈殼從膛室內移除，加上這些槍械在設計上欠缺活動部件，無法實現自動射擊，故並不需要任何上膛／回膛部件。在擊發前只需以人手扳下擊鎚便可，雙動扳機設計的槍械（如現代的轉輪手槍）則能夠透過用力扣動扳機來扳起擊鎚並同時令擊針撞擊底火，因此能夠在不需任何額外步驟下直接開火。
拉機柄具有以下的作用：把擊發後彈藥的彈殼或未發射的子彈從膛室內退出（即退膛）；把一發子彈從供彈具內，或以人手裝到膛室內（即上膛）；排除如卡彈、雙重進彈、卡殼或啞火等槍械故障；讓射手檢查槍械是否已經上膛或膛室內是否有妨礙槍枝正常運作的障礙物；用於充當復進助推器，把槍栓推到位（但並非所有槍械的拉機柄都有該功能）；釋放處於無彈後定狀態（如有）的槍栓。
對於採用開放式槍栓設計的槍械，因為它們是在射手扣下扳機的同時才把子彈上膛並擊發，故其拉機柄没有上膛或退膛功能，其主要用途是把槍栓打開，令槍械處於待發狀態或排除故障。

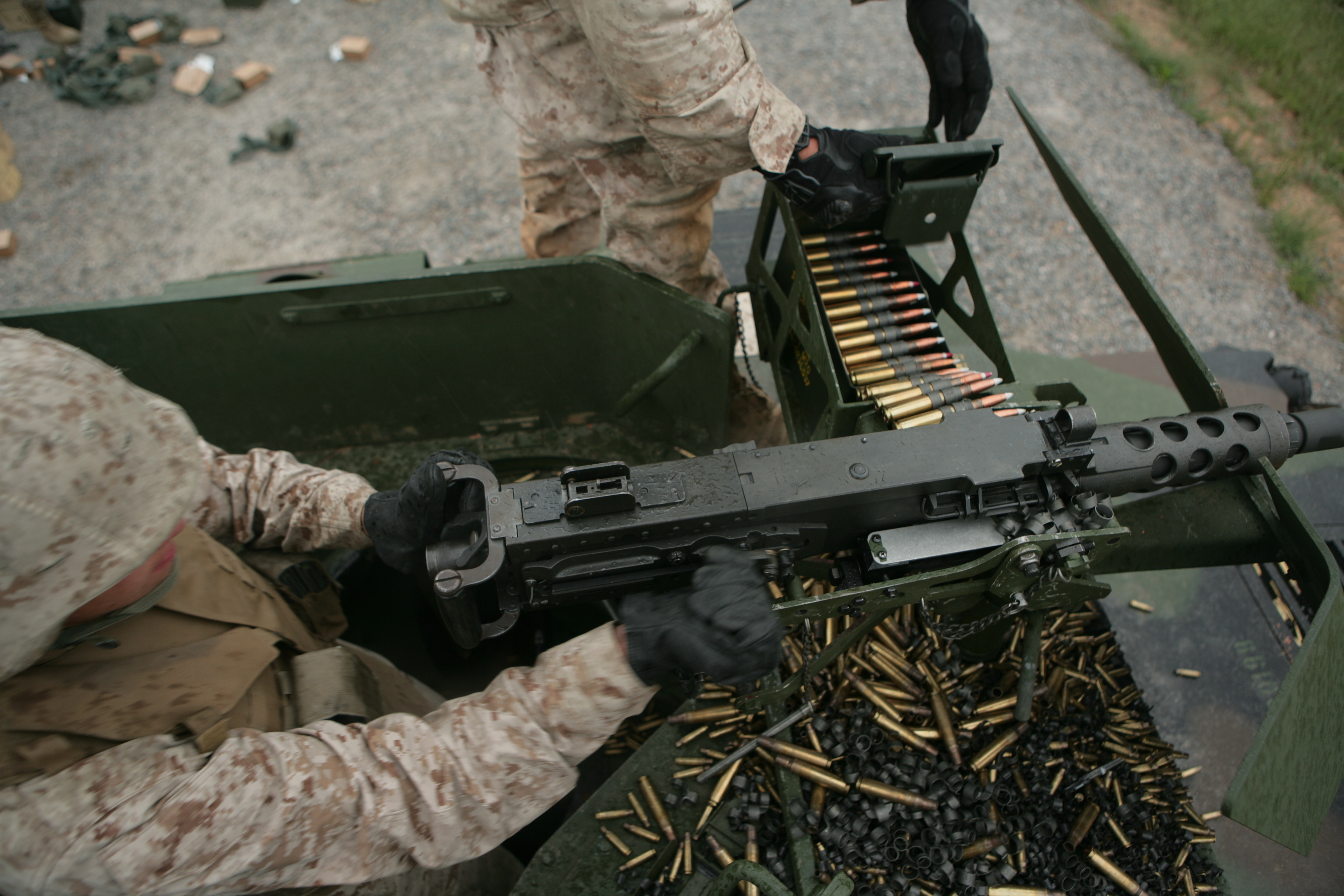
一名美國海軍陸戰隊員拉動白朗寧M2重機槍的拉機柄

不同槍械的拉機柄在設計上均不一致，它可以是一個與槍栓或槍栓座連接的鈎狀物或小型突出物（如AK步槍的鈎型拉機柄）、一塊可滑動的護木（常見於泵動式槍械）或一個槓桿（只適用於槓桿式槍械）。而常見於半自動手槍的滑套與拉機柄的作用大同小異。

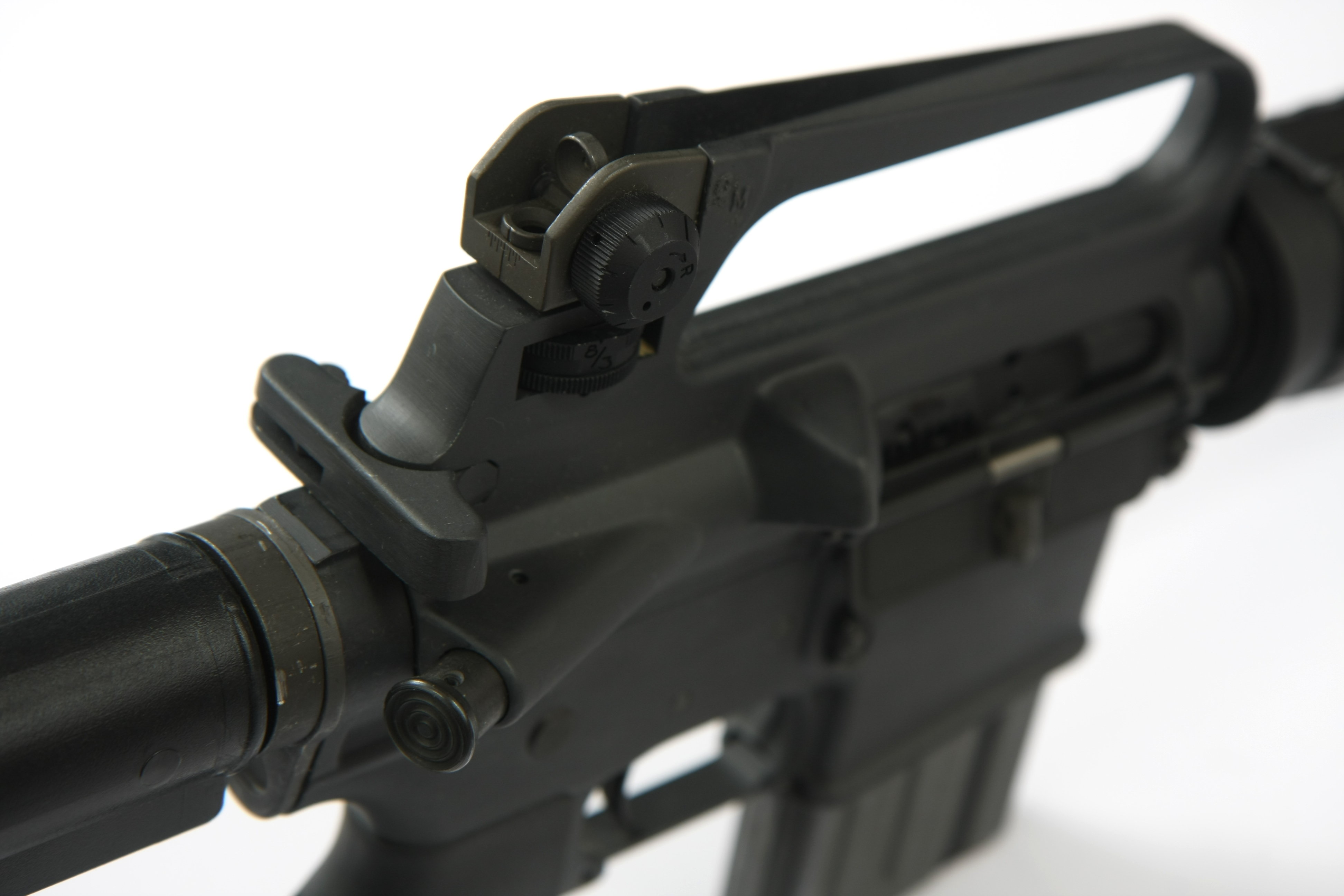
典型的AR-15式T字型拉機柄（位於後瞄具後下方），位於其右下方的為復進助推器

拉機柄的設計亦需要考慮到額外條件，對戰鬥用槍械來說尤其如此。其中一個考量是由金屬疲勞所導致的平均故障間隔。與其他部件一樣，拉機柄有機會在槍械被過度使用時斷裂。另一個考量是拉機柄的尺吋是否足夠讓戴上厚手套及穿上防護衣物的射手方便操作武器。亦有一些槍械的拉機柄上設有防滑紋（如L85A1的拉機柄），以令射手更容易操作。

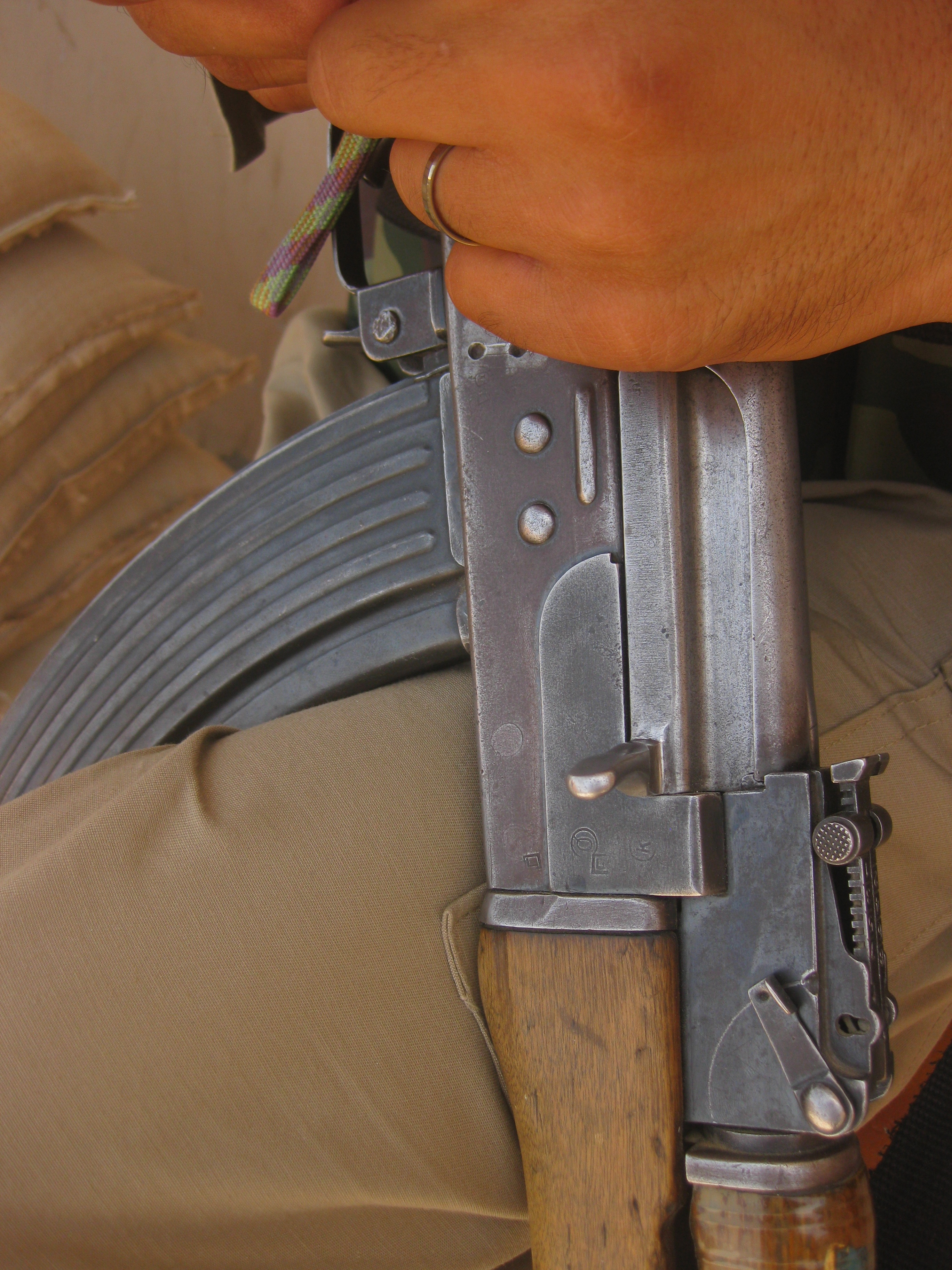
AK步槍的鈎型拉機柄位於槍栓座右側

拉機柄有復進式及非復進式兩種。前者的優點是能夠讓射手掌握對槍栓座及槍栓的完全控制，並在排除故障時更有利。但同時也令射手無法以更舒適或更多樣化的姿勢握持武器，否則就會被這種在開火時隨槍栓座一同快速復進的拉機柄撞擊至受傷。因此近年的槍械更多的採用非復進式拉機柄。